# Masters of Hardcore
Masters of Hardcore (MoH) ist ein Hardcore-Techno-Plattenlabel sowie Partykonzept.

## Geschichte
Gegründet wurde das Label von Bass-D (Eugenio Dorwart) & King Matthew (Matthijs Hazeleger) im Jahre 1995 in Zaandam, Niederlande.
Die Masters of Hardcore Partys fanden in ganz Europa statt, unter anderem in der Schweiz (2009 in Kappel SO und 2010, 2013 und 2015 in Basel, 2017 und 2018 in Zürich, 2019 in Burgdorf BE) in den Niederlanden, in Österreich (2013 in Vösendorf, 2017, 2018 und 2019 in Wien) und Deutschland (in der Dortmunder Westfalenhalle, seit 2007 unter dem Namen „Syndicate“). Die größte jedoch in den Niederlanden unter dem Namen Masters of Hardcore. Es gab jedoch auch schon Veranstaltungen in Spanien. Meist fanden die Veranstaltungen in den Wintermonaten statt. Bekannte DJs auf dem Festival waren Noize Suppressor, Korsakoff, Angerfist, Evil Activities, Outblast, DaY-már und Acts wie Rotterdam Terror Corps, Neophyte und The Stunned Guys. Masters of Hardcore mit dem Titel Cosmic Conquest fand am 25. März 2023 in den Brabanthallen in Den Bosch (Niederlande) statt.
| Jahr | Edition               |
| ---- | --------------------- |
| 2013 | The Conquest of Fury  |
| 2014 | Empire of Eternity    |
| 2015 | 20 Years of Rebellion |
| 2016 | Raiders of Rampage    |
| 2017 | The Skull Dynasty     |
| 2018 | Tournament of Tyrants |
| 2019 | Vault Of Violence     |
| 2022 | Magnum Opus           |
| 2023 | Consmic Conquest      |